# Abéliovník dvouřadý
Abéliovník dvouřadý (Abeliophyllum distichum) je rostlina z čeledi olivovníkovité a jediný druh rodu abéliovník. Je to keř s jednoduchými vstřícnými listy a bílými nebo růžovými květy. Pochází z Koreje. Kvete před olistěním podobně jako zlatice a je znám pod jménem bílá zlatice. Pěstuje se jako zajímavá okrasná dřevina.

## Popis
Abéliovník je opadavý keř dorůstající výšky až 1,5 metru. Listy jsou jednoduché, vstřícné, vejčité až eliptické, celokrajné, na vrcholu zašpičatělé, 2 až 5 cm dlouhé. Na rubu i na líci jsou přitiskle chlupaté. Květy jsou bílé nebo růžové, čtyřčetné, uspořádané v krátkých hroznech vyrůstajících na loňských větévkách. Koruna je řepicovitá a má asi 1,5 cm v průměru. Květy se objevují před olistěním, v březnu až dubnu, a výrazně, příjemně voní po mandlích. Tyčinky jsou 2. Plodem je dlouze křídlatá nažka.
Abéliovník má květy podobné zlatici, proto se mu někdy říká bílá zlatice. Listy a celkovým habitem se podobá spíše abélii.

## Rozšíření
Abéliovník dvouřadý se vyskytuje pouze v Koreji. Většina lokalit se nachází v oblasti Chungcheong na jihozápadě země. Keř roste zejména na balvanitých březích řek v doprovodu dalších dřevin, jako je platykaryje šišticovitá (Platycarya strobilacea), borovice hustokvětá (Pinus densiflora) a různé duby.

## Význam
Abéliovník je v České republice pěstován jako zajímavý okrasný keř, cenný zejména časným kvetením. Pěstuje se také v růžovokvěté formě, známé jako kultivar 'Roseum'. Abéliovník je vysazen např. v Dendrologické zahradě v Průhonicích (v obou formách) a na alpínu Průhonického parku.

## Pěstování a množení
Abéliovníku vyhovuje lehce přistíněné, chráněné stanoviště a je vhodný zimní kryt. Na půdu není náročný. Na jaře se neořezává, řez se omezuje pouze na prosvětlování starších keřů. Množí se zejména letními řízky, odebíranými v červnu.